# Scheldeweg
De Scheldeweg is een straatnaam en een helling gelegen op de steilrand van de Brabantse Wal in Hoogerheide in het zuidwesten van de Nederlandse provincie Noord-Brabant. 

## Wielrennen
De helling is ontstaan eind 2015 na de renovatie van de weg, voorheen lag hier viaduct Onderstal. In 2018 was de klim een van de hoogtepunten én finishlocatie van het Nederlands kampioenschap wielrennen op de weg. In de BinckBank Tour (Benelux Tour) in 2021 wordt de helling 4 maal opgenomen in het lokale parkoers in de 3e etappe tussen Essen en Hoogerheide.
De helling zit ook in de veldrit GP Adrie van der Poel en bovenop ligt ook de finish van deze veldrit. De start en finish van de Slag om Woensdrecht liggen op deze klim waarbij de klim tussendoor ook nog bedwongen moet worden. De helling ligt daarnaast ook in de Wielerronde van Hoogerheide.